# Bestine Kazadi
Bestine Kazadi Ditabala (geb. 1963, in Belgien) ist eine Schriftstellerin in der Demokratischen Republik Kongo (DRK).

## Leben
Bestine Kazadi wurde in Belgien geboren. Ihre Mutter war eine Belgierin und ihr Vater ein Kongolese. Bis zum Alter von 13 Jahren lebte sie in Kinshasa, ihre weiterführende Schulbildung erhielt sie in Lüttich, wo sie einen Abschluss in Rechtswissenschaften und in Sozialwissenschaften erwarb. Sie ist akkreditierte Rechtsanwältin bei der Anwaltskammer von Kinshasa.
2002 gründete sie das gemeinnützige Bureau de Réflexions et d'Études Congolaises (BREC), „welches darauf abzielt, über die Demokratisierung des Landes nachzudenken, die bürgerliche Kultur zu fördern, indem es die Identität des kongolesischen Bürgers stärkt, und gegen jede Verletzung der Grundfreiheiten zu kämpfen“ („qui a pour but de réfléchir sur la démocratisation du pays, de promouvoir la culture citoyenne en revalorisant l’identité du citoyen congolais et de lutter contre toute violation des libertés fondamentales“). Sie ist die erste weibliche Präsidentin des Rotary Clubs Kinshasa in der Demokratischen Republik Kongo und die erste weibliche „Großspenderin“ in der Demokratischen Republik Kongo für das globale Rotary-Programm „Polio+“.
Außerdem ist sie Präsidentin des gemeinnützigen Vereins Société civile féminine congolaise (SOCIFEC), der sich für „die Führungsrollen und Beteiligung kongolesischer Frauen in Entscheidungs- und Machtgremien“ einsetzt, und Autorin der von ihr komponierten The International Women’s Anthem for Peace. Die Texte und das musikalische Arrangement wurden von der Organistin Rosin Ngandu erstellt. Sie präsentierte ihre Hymne „als Geschenk der Demokratischen Republik Kongo an die Welt, um ihr Ideal von Frieden, Einheit und Solidarität zu teilen“ („comme un cadeau de la République Démocratique du Congo au monde pour partager son idéal de la Paix, de l’Unité et de la Solidarité“).
2019 wurde sie zur Beraterin (conseillère spéciale) für Félix Tshisekedi Tshilombo für Kooperation und regionale Integration ernannt.
Sie wurde am 1. Juli 2020 als erste Frau zur Präsidentin des AS Vita Club (Fußball) gewählt.
Als Dichterin veröffentlichte sie 2006 die Sammlung von 36 Gedichten Congo mots pour mals (Kongo – Worte für Schlechte), was ihr 2009 eine Preisverleihung von  Philémon Mukendi, dem Minister für Kultur und Kunst, im Grand Hôtel in Kinshasa einbrachte. Später folgte Infi(r)niment Femme bei dem belgischen Verlag Le Cri. Als Prosa-Autorin veröffentlichte sie 2008 in dem Sammelband Nouvelles de Kinshasa von 6 kongolesischen Schriftstellern Parcours d’une vie bei dem französischen Verlag Sépia.

## Veröffentlichungen
- Congo mots pour maux. Éditions L’Harmattan & Afrique Éditions 2006, ISBN 978-2-296-01342-1
- Parcours d’une vie. In: Nouvelles de Kinshasa, Odile Zeller (dir.) Sépia 2008, ISBN 978-2-84280-141-0
- La cause au féminin. La lutte des femmes libériennes. In: Henri Mova Sakanyi: Femmes de tête, femmes d’honneur: Combats des femmes, d’Afrique et d’ailleurs. L’Harmattan 2010: S. 103–118.
- Infi(r)niment femme. Éditions Le Cri 2009, ISBN 978-2-87106-510-4; L'Harmattan 2015, ISBN 978-2-343-06675-2
- Inconnu IL. L’Harmattan 2015, ISBN 978-2-343-05964-8